# Kap Bryant
Kap Bryant är en udde i Grönland (Kungariket Danmark). Den ligger i den norra delen av Grönland, 2 000 km norr om huvudstaden Nuuk.
Terrängen inåt land är varierad.  Det finns inga samhällen i närheten. 